# Нэнси Дрю. Заколдованная карусель
«Нэнси Дрю. Заколдованная карусель» (англ. Nancy Drew: The Haunted Carousel) — компьютерная игра в жанре квест, восьмая в серии игр о приключениях юной сыщицы Нэнси Дрю. Предыдущей частью серии является «Нэнси Дрю. Псы-призраки Лунного озера», а следующей — «Нэнси Дрю. Туманы острова Лжи».
Игра разработана компанией Her Interactive и вышла 13 июля 2003 года. Игра переведена на русский язык и издана в России компанией «Новый диск» 9 августа 2007 года.

## Игровой процесс
Геймплейно в игре мало отличий от предыдущего выпуска серии. Экран поделён на три основных части. В верхней отображается вид на локацию от первого лица, там же можно выбирать действия и перемещаться между локациями, а в двух нижних расположен инвентарь и поле с описанием предметов и диалогами. Локации в игре можно осмотреть, поворачиваясь на все 360 градусов.
В игре курсором мыши можно было и взаимодействовать с предметами и перемещаться по локациям. Курсор обычно выглядит как лупа, он подсвечивается красным при наведении на предметы, с которыми можно взаимодействовать, и меняет форму на стрелку, если возможно перемещение.
Кроме обычного геймплея point-and-click, не скатывающегося к изнуряющему пиксель-хантингу, в игре приходится решать головоломки. Большинство из них довольно простые. Их можно усложнить, выбрав второй из двух уровней сложности при старте игры. Он будет влиять и на число подсказок, встречающихся в игре. Менять уровень в ходе прохождения нельзя.
В игре есть возможность, называемая «Второй шанс»: если героиня попадает в расставленную преступником смертельную ловушку, либо оказывается уволена за какую-либо оплошность, то появляется кнопка «второй шанс», которая возвращает её на место прямо перед произошедшим.
Если игрок не знает, что делать дальше, он может проверить записи Нэнси в ноутбуке в своём номере, чтобы вспомнить всё уже известное. В этой игре у неё появляется мобильный телефон, который всегда с ней и которым можно воспользоваться, чтобы получить подсказку от друзей Нэнси: Бесс и Джесс, а также братьев Харди. По телефону можно связаться и с Полой Сантос, владелицей парка, пригласившей Нэнси заняться расследованием.

## Сюжет
Всё начинается с того, что Пола Сантос, владелица парка развлечений «Бухта Капитана» в Нью-Джерси и подруга отца героини, просит Нэнси провести в нём расследование. Из-за странных происшествий парк был закрыт. Сначала с аттракциона украдена дорогая лошадь, затем с одним из посетителей происходит несчастный случай, а теперь и вовсе мистика — по ночам начинает работать карусель. В ходе расследования Нэнси узнает о сокровищах, вероятно спрятанных в парке.

## Отзывы
| Сводный рейтинг       | Сводный рейтинг |
| Агрегатор             | Оценка          |
| --------------------- | --------------- |
| GameRankings          | 81 %            |
| Metacritic            | 85              |
| MobyRank              | 80              |
| Иноязычные издания    |                 |
| Издание               | Оценка          |
| GameZone              | 8,8             |
| AdventureGamers       | 3               |
| Русскоязычные издания |                 |
| Издание               | Оценка          |
| Absolute Games        | 70 %            |
| «Игромания»           | 6,0             |

Игра проще предыдущих. Она не такая страшная, как предыдущая — «Нэнси Дрю. Псы-призраки Лунного озера». Рецензент GameZone отмечает, что гораздо сильней задевает проигрыш в игре из-за увольнения, чем из-за гибели героини.
GameZone отмечает, что игра продолжает поддерживать репутацию серии, как отличных игр для детей 12-16 лет и не только, в которых нет насилия и сексуальных сцен. «Игромания» сочла перевод игры на русский «подстрочным» и пестрящим «канцелярскими оборотами» и оценила его в 1 из 3 баллов.